# Kyōkō-ji
Le Kyōkō-ji (教興寺) est un temple bouddhiste situé à Yao, dans la préfecture d'Osaka, au Japon.  Il a été fondé en 588. 
La bataille du Kyōkō-ji s'est déroulée à proximité les 19 et 20 mai 1562.